# Anisoplia lodosi
Anisoplia lodosi är en skalbaggsart som beskrevs av Baraud 1990. Anisoplia lodosi ingår i släktet Anisoplia och familjen Rutelidae. Inga underarter finns listade i Catalogue of Life.